# بوبي ناش
بوبي نـاش (بالإنجليزية: Bobby Nash)‏ هو فنان قتال مختلط أمريكي، ولد في 26 مارس 1990 في كلوسون في الولايات المتحدة.

## وصلات خارجية
- بوبي نـاش على موقع يو إف سي (الإنجليزية)
- بوبي نـاش على موقع شيردوغ (الإنجليزية)